# جون إس. ليو
جون إس. ليو (بالإنجليزية: Jun Liu)‏ هو رياضياتي أمريكي، ولد في 1965.